# مانفرد کایزر
مانفرد کایزر (به آلمانی: Manfred Kaiser) بازیکن فوتبال و هافبک اهل آلمان شرقی بود که از سال ۱۹۵۵ میلادی عضو تیم ملی فوتبال آلمان شرقی بوده‌است. وی در ۳۱ بازی ملی حضور داشته و در بازی‌های ملی‌اش ۱ گل به ثمر رساند. مانفرد کایزر آخرین بازی ملی خود را در سال ۱۹۶۴ میلادی انجام داد. مانفرد کایزر در ۱۵ فوریه ۲۰۱۷ در سن ۸۸ سالگی درگذشت.